# Hugues Felicité Robert de Lamennais
Felicité Robert de Lamennais, també conegut com a Félicité Lamennais (Saint-Malo, 19 de juny de 1782 - París, 27 de febrer de 1854), fou un sacerdot i filòsof francès.

## Biografia

### Joventut
Era fill d'un ric comerciant. Va perdre sa mare a l'edat de cinc anys i, com a resultat, ell i el seu germà Jean-Marie van ser enviats a ser educats sota la tutela del seu oncle, Robert des Saudrais, a La Chênaie, una vil·la prop de Saint-Malo. Va passar moltes hores a la biblioteca del seu oncle, on va devorar entre d'altres les obres de Rousseau i de Pascal. D'aquestes lectures va obtenir una vasta i variada cultura, que va influir en la seua posterior carrera.

### Primeres obres
De natural malaltís i sensible, i consternat pels fets de la Revolució, va desenvolupar un esquema mòrbid de pensament, que el caracteritzaria al llarg de tots els seus canvis de parer i de circumstància. Inicialment va mantenir punts de vista racionalistes, però en part degut a la influència del seu germà Jean-Marie i en part com a resultat dels seus estudis històrics i filosòfics, va sentir que la fe era l'element indispensable per a l'acció i va considerar la religió com l'impuls més punyent per a la comunitat. Va difondre aquestes conviccions a les Réflexions sur l'état de l'église en France pendant le 18ieme siècle et sur sa situation actuelle, que va publicar anònimament a París l'any 1808. Amb aquesta obra recomanava amb entusiasme el resorgiment religiós, una organització clerical activa i l'aixecament de l'esperit ultramuntà. La policia de Napoleó va considerar l'obra ideològicament perillosa i va tractar de retirar-la de la circulació.
Va dedicar la major part de l'any següent a traduir l'Speculum Monachorum de Louis de Blois al francès, traducció que va publicar l'any 1809 sota el títol Le Guide spirituel.
Tot i que son pare havia desitjat que es dedicara al comerç, Lamennais va rebre la tonsura l'any 1811 i poc després esdevingué professor de matemàtiques en un col·legi religiós fundat pel seu germà a Saint-Malo.
L'any 1814 va publicar en companyia del seu germà De la tradition de l'église sur l'institution des éveques (1814), en el qual condemnava violentament el gal·licanisme i la interferència de l'autoritat política en matèria religiosa. Aquesta obra fou conseqüència del nomenament, per part de Napoleó, de Jean Siffrein Maury com a arquebisbe de París, segons les provisions del Concordat del 1801.

### Exili i retorn
Lamennais va saludar la primera Restauració borbònica, de la qual va ser testimoni a París, amb satisfacció no tant en la seua qualitat de monàrquic com en qualitat d'apòstol d'una punyent regeneració religiosa. Durant els Cent dies va fugir a Londres, on va subsistir humilment donant classes de francès en una escola fundada per l'Abat Carron per a exiliats francesos; també va exercir de tutor a la casa de Lady Jerningham, la qual tot i que en una primera impressió el considerà un imbècil, posteriorment esdevindria amiga seua. Després de la derrota final de Napoleó, l'any 1815, va tornar a París, i el 1816 va ser ordenat sacerdot pel bisbe de Rennes, tot cedint al consell del seu germà i de Carron, malgrat els dubtes sobre la pròpia vocació.

### Essai sur l'indifférence en matière de religion
El primer volum de la seua gran obra, Essai sur l'indifference en matière de religion, va aparèixer l'any 1817, i va afectar tot Europa com un encanteri, investint, en paraules de Lacordaire, «un humil sacerdot amb tota l'autoritat que un dia va gaudir Bossuet». Lamennais va denunciar la indiferència religiosa de l'Estat; manifestà que el judici particular, introduït per Martí Luter en religió, per Descartes i Leibniz en filosofia, i per Rousseau i els enciclopedistes en política, s'havia traduït en la pràctica de l'ateisme i la mort de l'espiritualitat; i proclamà que l'autoritat eclesiàstica, fundada en la revelació absoluta lliurada al poble jueu, però suportada per la tradició universal de totes les nacions, era l'única esperança de regeneració dels pobles europeus.
Van seguir tres volums addicionals (París, 1818-1824), que van ser objecte d'una tèbia acollida per part dels bisbes gal·licanistes i pels monàrquics, però d'una adhesió entusiasta del clergat jove. L'obra va ser examinada per tres teòlegs romans i va rebre l'aprovació formal del papa Lleó XII. Lamennais va visitar Roma a petició del papa, i li va ser oferta una plaça al Col·legi Cardenalici, que rebutjà.
També va publicar obres pietoses, per exemple una molt llegida versió francesa de la "Imitació de Crist" amb notes i reflexions (1824), la "Guide du premier âge", la "Journée du Chrétien" i un "Recueil de piété" (1828). La fallida de l'editorial encarregada de publicar aquestes obres va arrossegar-lo també a la ruïna.

### Activitat política
En tornar a França, va començar a participar activament en la polèmica política, i en companyia de Chateaubriand i del Comte de Villèle fou un habitual col·laborador del diari Conservateur. No obstant això, quan Villèle esdevingué el principal promotor de la monarquia absoluta, Lamennais va abandonar el Conservateur i començà a col·laborar amb dos òrgans rivals, Le Drapeau blanc i Le Mémorial catholique. Va criticar la Llei sobre el sacrilegi de 1825, introduïda pel govern de Villèle. Publicà altres obres menors, com ara De la religion considérée dans ses rapports avec l'ordre civil et politique (1825-1826), que ajudaren a mantenir la seua reputació entre el públic.

### Promoció de l'ultramuntanisme i la democràcia
Es va retirar a La Chênaie i va reunir entorn d'ell els seus més brillants deixebles, incloent-hi Montalembert, Lacordaire i Maurice de Guérin. El seu objectiu principal era crear un òrgan d'opinió organitzat per fer campanya en contra del gal·licanisme, del control i la influència de l'estat en matèria eclesiàstica, i donar suport a l'ultramuntanisme.
Va adoptar una actitud franca i audaç, que es veuria reforçada per l'evolució del seu estat de salut: en el moment en què la seua salut començà a ressentir-se, se'n va anar als Pirineus a recuperar-se, però en tornar a La Chênaie l'any 1827, va tornar a caure greument malalt. La seua recuperació final, va marcar-lo amb la idea que només havia sobreviscut per ser l'instrument de la providència. Les Progrès de la revolution et de la guerre contre l'église (1828) va marcar el seu allunyament definitiu dels principis reialistes, i a partir d'aquest moment només va somiar amb l'adveniment d'una democràcia teocràtica.
Va fundar L'Avenir, el primer número del qual va aparèixer el 16 d'octubre de 1830, amb el lema "Déu i Llibertat". Des del principi, el diari fou agressivament democràtic, i va demanar drets per a les administracions locals, un sufragi amliat, separació entre Religió i Estat, llibertat d'opinió universal, educació, llibertat de reunió i llibertat de premsa. Els mètodes de culte havien de ser posats en qüestió, millorats o abolits, amb una absoluta submissió a allò espiritual, i no a l'autoritat temporal. Amb l'ajut de Montalembert, va fundar l'Agence generale pour la defense de la liberté religieuse, que esdevingué una organització de gran abast, amb agents dispersos per tot el territori que controlaven qualsevol violació de la llibertat religiosa i la comunicaven a l'oficina central. Com a conseqüència, L'Avenir va tenir una carrera conflictiva i els bisbes conservadors es van oposar a la seua circulació.
En resposta, Lamennais, Montalembert i Lacordaire van suspendre el seu treball i al novembre de 1831 van visitar Roma per obtenir l'aprovació del papa Gregori XVI. Després d'una gran oposició, van ser rebuts en audiència, però només amb la condició que l'objectiu que els havia dut a Roma no fóra esmentat. Això va suposar una amarga decepció per a aquests ultramuntans, els quals, dos dies després van rebre una carta del cardenal Pacca, en què se'ls recomanava abandonar Roma i se'ls suggeria que la Santa Seu, tot i que admetia la justícia de llurs intencions, de moment no volia pronunciar-s'hi.
Mentre que Lacordaire i Montalembert se'n van anar immediatament, Lamennais hi va romandre fins que la carta de Gregori als bisbes polonesos, en què denunciava la Revolució polonesa contra el tsar, va acabar amb les seues darreres esperances. Mentre es trobava a Múnic, Lamennais va rebre l'encíclica Mirari vos (1832), que condemnava el pluralisme religiós en general i, sense referir-se expressament a Lamennais, algunes de les idees que havia avançat a L'Avenir. Després d'això, Lamennais i els seus dos lloctinents van declarar que per deferència al papa no reprendrien la publicació de L'Avenir i que dissoldrien l'Agència.

### Separació de l'Església i darreres obres
Lamennais es va retirar a La Chénaie, pregonament ferit per l'oposició d'aquells per qui havia lluitat. El seu ressentiment va divulgar-se a través de la seua correspondència. En ser informat d'això, el Vaticà li va demanar una adhesió sincera i total a l'encíclica Mirari vos. Lamennais es va negar a sotmetre-s'hi sense condicions; al desembre de 1833 va renunciar a les seues funcions eclesiàstiques i finalment va abandonar tota mena de professió externa del Cristianisme, concentrant-se en canvi en la millora de la humanitat, el treball pel benestar de la gent i les llibertats populars.
Al maig de 1834 va escriure Paroles d'un croyant (1834), un tractat d'aforismes que amb ressonàncies apocalíptiques clamava contra l'ordre establert i declarava la seua ruptura amb l'Església. En l'encíclica Singulari nos, Gregori XVI va condemnar aquest llibre dient que es tractava d'una obra «petita en extensió, però immensa en perversitat» i va censurar el sistema filosòfic de l'autor.
A poc a poc, Lamennais va ser abandonat pels seus amics, i l'any 1837 publicà Les Affaires de Rome, des maux de l'église ci de la société, en el qual palesava el seu punt de vista sobre les relacions que havia mantingut amb Gregori XVI.
Després va escriure diversos articles per a la Revue des Deux Mondes, la Revue du Progrès i Le Monde, i va publicar els fullets Le Livre du peuple (1837), De l'esclavage moderne (1839), Politique a l'usage du peuple (1839), Discussions critiques (1841), Du passé et de l'avenir du peuple (1841), Amschaspands et Darvands (1843), en els quals abraçava la sobirania popular i clamava contra la societat i les autoritats públiques. Després de la publicació de Le Pays et le gouvernement (1840) va ser empresonat durant un any, el 1841.
Entre 1841 i 1846 va publicar en quatre volums Esquisse d'une philosophie, un tractat de metafísica que fa palesa la seua ruptura amb el Cristiansme. També va publicar Les Evangiles, traducció fracesa dels Evangelis amb comentaris i reflexions.
L'any 1846 va publicar Une voix de prison, que havia escrit durant la seua estada a presó, i que és una interessant contribució a la literatura presidiària

### Involucració en la Segona República
Lamennais va ser simpatitzant de la Revolució de 1848 i fou elegit diputat per París per a l'Assemblea Constituent. Va esbossar un pla de Constitució, que va ser rebutjat per massa radical. Després d'això, es va limitar a participar silenciosament en les sessions. També inicià la publicació dels diaris Le Peuple constituant i La Révolution démocratique et sociale, adherits a la revolució radical. Ambdós van deixar de publicar-se ben aviat. Fou nomenat president de la Société de la solidarité républicaine. Continuà sent diputat en les assemblees legislatives fins al cop d'Estat de Napoleó III, que provocà la caiguda en desgràcia, social i financera, de Lamennais.

### Darrers anys
Després de 1851 es va posar a treballar en la traducció al francès de La Divina Comèdia de Dant, i va rebutjar diversos intents de reconciliació amb l'Església. Va morir a París l'any 1854 i va ser enterrat segons els seus desitjos al Cementiri del Père-Lachaise, sense cap mena de funeral.

## Obres completes
S'han publicat dues Œuvres complètes de Lamennais en deu volums, la primera entre 1836 i 1837, la segona el 1844, però malgrat el seu nom, ambdues són incompletes.